# PROBA-V
PROBA-V (Project for Onboard Autonomy V) is een kleine aardobservatiesatelliet van de Europese Ruimtevaartorganisatie (ESA) die wordt gebruikt voor de studie van de vegetatie op Aarde. PROBA-satellieten worden gebruikt om nieuwe ruimtevaartuig technologieën en -concepten te valideren en tegelijkertijd wetenschappelijke instrumenten te vervoeren.

## Bouw
De satelliet is gebouwd door de Belgische firma QinetiQ Space NV (voorheen Verhaert NV) uit Kruibeke. 

## Missie

### Vegetatie
PROBA-V is bedoeld voor de studie van de vegetatie op Aarde, vandaar de "V" in de naam. De satelliet laat toe om veranderingen zoals woestijnvorming, bebossing of ontbossing en de gevolgen van klimaatverandering op de vegetatie te onderzoeken. De satelliet wordt gebruikt om de leemte op te vullen tussen het einde van de SPOT-waarnemingen ergens in 2013, en de Sentinel 3-satellieten, gelanceerd in 2016. PROBA-V gebruikt een aangepaste versie van het "Vegetation"-instrument van SPOT-5; die aanpassing was nodig omdat het Vegetation-instrument alleen al groter was dan de hele PROBA-V. Zo werd een nieuwe telescoop ontwikkeld met drie kleine, elkaar overlappende aluminium spiegels om hetzelfde blikveld van ongeveer 100° te krijgen. De infrarooddetectoren zijn gemaakt uit indiumgalliumarsenide (InGaAs) en hoeven niet gekoeld te worden. De computer aan boord heeft een flashgeheugen van 160 Gbit.
PROBA-V maakt multispectrale beelden in dezelfde banden als SPOT:
- VNIR (visual/near infra red):
  - Blauw (438-486 nm)
  - Rood (615-696 nm)
  - Nabij Infrarood (772-914 nm)
- SWIR (short wave infra red, 1564-1634 nm)

De resolutie is hoger dan die van SPOT: 350 m over het volle blikveld en 100 m bij het nadir.
De satelliet zond tien dagen na de lancering het eerste beeld naar de Aarde. De Vlaamse Instelling voor Technologisch Onderzoek (VITO) staat in voor de gegevensverzameling, -verwerking en -verspreiding. Het vluchtleidingscentrum bevindt zich in Redu.
Op 3 december 2013 begon de operationele fase van PROBA-V.

### Andere
Naast de hoofdinstrument heeft PROBA-V nog vijf kleine instrumenten aan boord, bedoeld om nieuwe technologieën te testen:
- De Energetic Particle Telescope, ter grootte van een schoenendoos, die de massa en lading van stralingsdeeltjes in de buurt van de satelliet kan bepalen. Dit instrument werd gebouwd door QinetiQ Space en het Center for Space Radiations van de Université catholique de Louvain.[2][3]
- SATRAM (Space Application of Timepix-based Radiation Monitor), een kleiner apparaat om ruimtestraling te detecteren, gebouwd door het Tsjechische ruimteonderzoekscentrum (Czech Research Centre, CSRC) in samenwerking met de Technische Universiteit van Praag. Het apparaat is gebaseerd op de "Timepix"-chip, waarvan de technologie oorspronkelijk ontwikkeld werd voor de detectoren van de Large Hadron Collider in CERN.[4]
- Een X-band zender gebaseerd op galliumnitride (GaN)[5]
- Een Automatic Dependent Surveillance-Broadcast (ADS-B)-ontvanger waarmee wereldwijd het vliegverkeer kan gevolgd worden[6]
- Hermod, gebouwd door bedrijven uit Noorwegen en Spanje, voor het testen van meerlijnige optische vezels en connectoren in de ruimte.[7]

## Lancering
De kunstmaan werd gelanceerd op 7 mei 2013 om 02:06 UTC vanop de lanceerbasis van Kourou met een Vega-raket van Arianespace. De Vega-raket bracht ook de Vietnamese aardobservatiesatelliet VNRedSat-1, gebouwd in Frankrijk, en de cubesats ESTCube-1, gebouwd door studenten van de Universiteit van Tartu in Estland, in een baan om de Aarde. De satelliet werd in een lage zonsynchrone baan om de Aarde gebracht (geplande hoogte 820 km), zodat hij om de twee dagen het volledige aardoppervlak kan in beeld brengen.

## Operationele levensduur
De levensduur van PROBA-V wordt geschat op 2,5 tot 5 jaar. De satelliet meet 765 × 730 × 840 mm en weegt 160 kg. De nuttige lading weegt 33,3 kg.